# Frédéric Ier (roi de Prusse)
Pour les articles homonymes, voir Frédéric de Prusse et Frédéric Ier.
Frédéric Ier de Prusse (né le 11 juillet 1657 à Königsberg – mort le 25 février 1713 à Berlin) est prince-électeur (en allemand : Kurfürst) de Brandebourg (sous le nom de Frédéric III de Brandebourg) puis premier roi en Prusse le 18 janvier 1701, en échange de son soutien à l’empereur Léopold Ier du Saint-Empire dans la guerre de Succession d’Espagne contre la France et Neuchâtel (principauté la plus riche d'Europe). 
Il porte les titres d'électeur de Brandebourg entre 1688 et 1713, de duc de Prusse entre 1688 et 1701 puis de roi en Prusse entre 1701 et 1713, année de sa mort.

## Biographie
Il devient prince-électeur en 1688 à la mort de son père Frédéric-Guillaume Ier de Brandebourg, le « Grand Électeur ».

### Enfance
C'est un enfant de santé fragile : à une époque où règne une très forte mortalité infantile, ses chances de survie sont ainsi très faibles. La malformation congénitale d’une épaule et une jambe plus courte que l'autre lui valent de la part des Berlinois le surnom de « Fritz qui penche », néanmoins il survit mais garde ce handicap.

### Électeur et roi

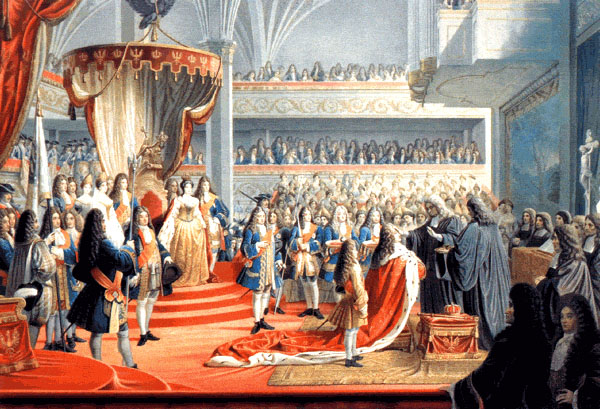
Couronnement de Frédéric Ier en tant que roi en Prusse.

Les possessions détenues par la maison de Hohenzollern sont connues alors sous le nom de Brandebourg-Prusse. La maison de Hohenzollern possède la marche de Brandebourg dans le Saint-Empire romain germanique et le duché de Prusse, à l'extérieur de l'Empire et libre de tout hommage depuis le milieu du XVIIe siècle. Margrave, prince-électeur et duc, Frédéric souhaite obtenir le titre prestigieux de roi. Toutefois, selon les règles en vigueur en Allemagne à cette époque, aucun royaume ne peut exister dans le Saint-Empire romain germanique, à l’exception du royaume de Bohême.
Frédéric persuade l’empereur Léopold Ier d’accorder à la Prusse le statut de royaume. Cet accord est officiellement donné en échange d’une alliance de Frédéric Ier de Prusse contre Louis XIV de France lors de la guerre de Succession d'Espagne. L’argument avancé par Frédéric Ier étant que le duché de Prusse n’a jamais été la possession du Saint-Empire romain germanique, par conséquent aucun obstacle juridique ou politique ne peut entraver le couronnement de Frédéric Ier. Pour ces négociations, Frédéric Ier de Prusse obtient l’aide d’un diplomate français, membre de l'importante communauté protestante messine réfugiée dans les États des électeurs de Brandebourg, Charles Ancillon.
Frédéric Ier de Prusse se couronne lui-même roi en Prusse le 18 janvier 1701 à Königsberg. Il informe l’empereur que ce titre de roi est limité à la Prusse.
Frédéric Ier n'est jamais nommé « roi de Prusse ». Son titre est « roi en Prusse », la plus grande partie des territoires de Frédéric étant dans le Saint-Empire romain germanique. Son chiffre héraldique FR (Friedrich Rex) timbra désormais les armoiries prussiennes jusqu'à l'époque du IIe Reich, disparu en novembre 1918.
Frédéric Ier demande à l’empereur Joseph Ier du Saint-Empire le titre de roi de Prusse, mais c'est son petit-fils Frédéric II de Prusse qui sera le premier roi officiel de Prusse.
En 1707, il succède à Marie de Nemours comme prince du comté de Neuchâtel : le canton de Berne veut ainsi former un État tampon entre les cantons suisses et le royaume de France, qui vient de s'agrandir de la Franche-Comté. Louis XIV, soucieux de ne pas froisser l'Angleterre, retire ses troupes de la principauté et le prince de Conti, candidat malheureux, rentre bredouille à Paris.
Frédéric Ier de Prusse est un protecteur des arts. En 1696, il fonde l’Académie des Arts (Akademie der Künste), et le 11 juillet 1700, il fonde l’Académie des Sciences (Preußische Akademie der Wissenschaften). En 1699, il ordonne l’agrandissement du château de Berlin et la construction du château de Charlottenburg.
Il est inhumé en la cathédrale de Berlin depuis la réunification allemande, après que le régime communiste de la République démocratique allemande avait fait transférer sa dépouille en 1952 au château de Hohenzollern dans le Jura souabe (en Allemagne de l'Ouest à l'époque).

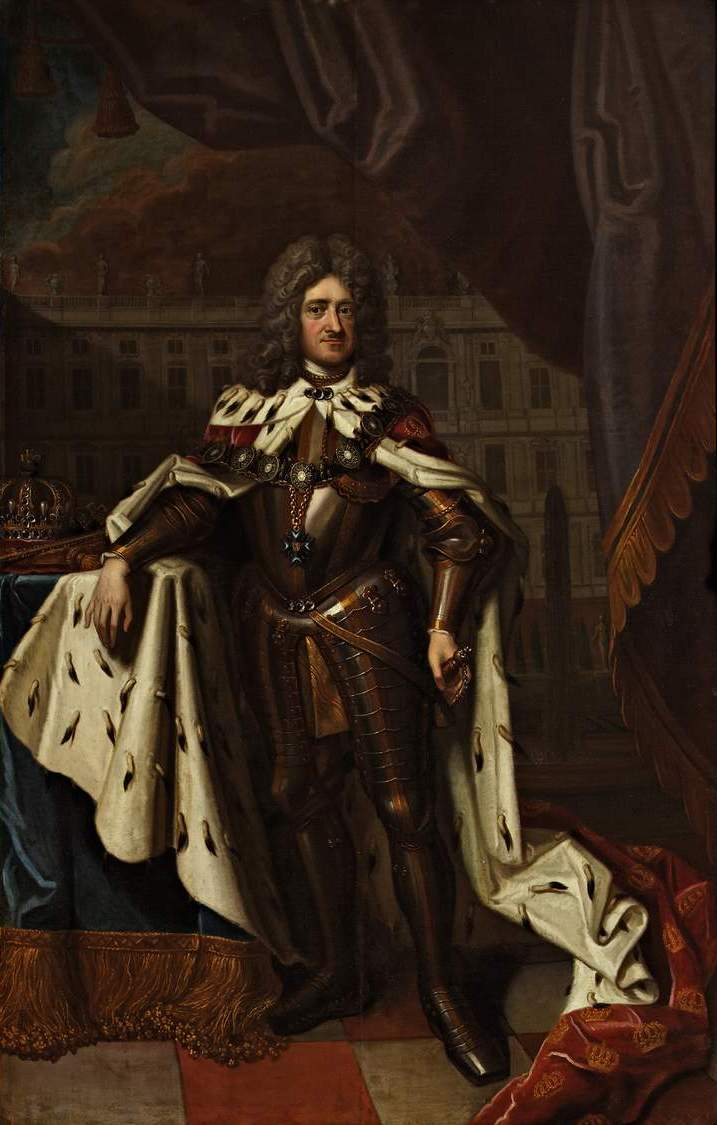
Le roi Frédéric en tenue de couronnement.
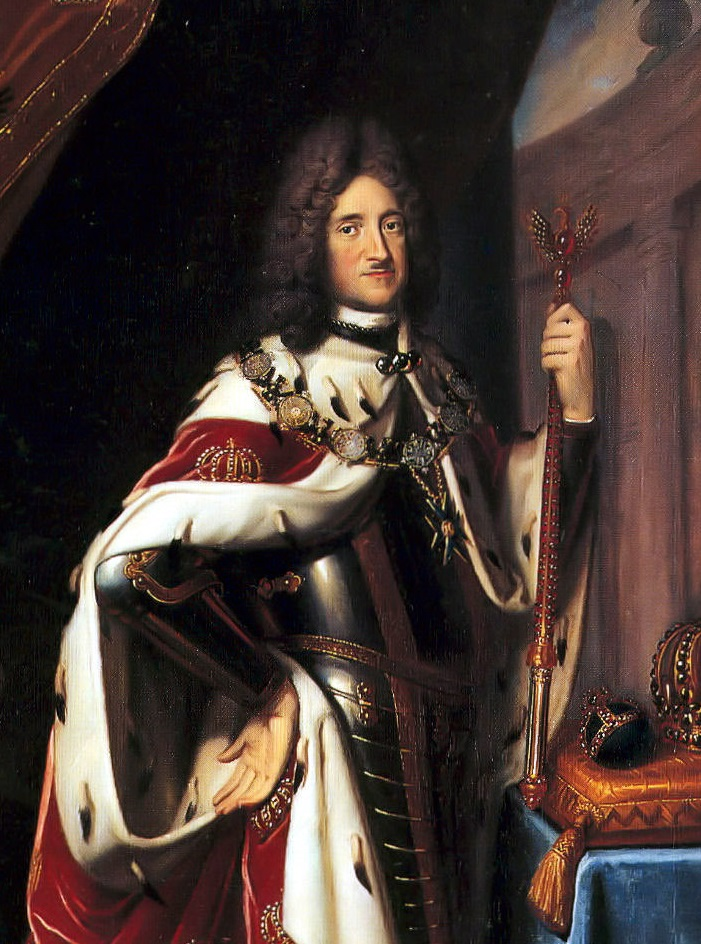
Frédéric Ier, roi en Prusse.

## Famille

### Généalogie
Frédéric Ier de Prusse appartient à la branche cadette de la maison de Hohenzollern. Cette lignée donne des électeurs, des rois, des empereurs à la Prusse et l'Allemagne. Il est l’ascendant de l’actuel prétendant au trône impérial d’Allemagne, le prince Georges-Frédéric de Prusse.
Il est le troisième fils de Frédéric-Guillaume Ier de Brandebourg et de Louise-Henriette d’Orange-Nassau (fille du stathouder Frédéric-Henri, prince d'Orange, petite-fille du Taciturne et arrière-petite-fille de l'amiral de Coligny).

### Mariages et descendance
Frédéric Ier de Prusse épouse en 1679 Élisabeth-Henriette de Hesse-Cassel (1661-1683), fille du landgrave Guillaume VI de Hesse-Cassel. Un enfant est né de cette union :

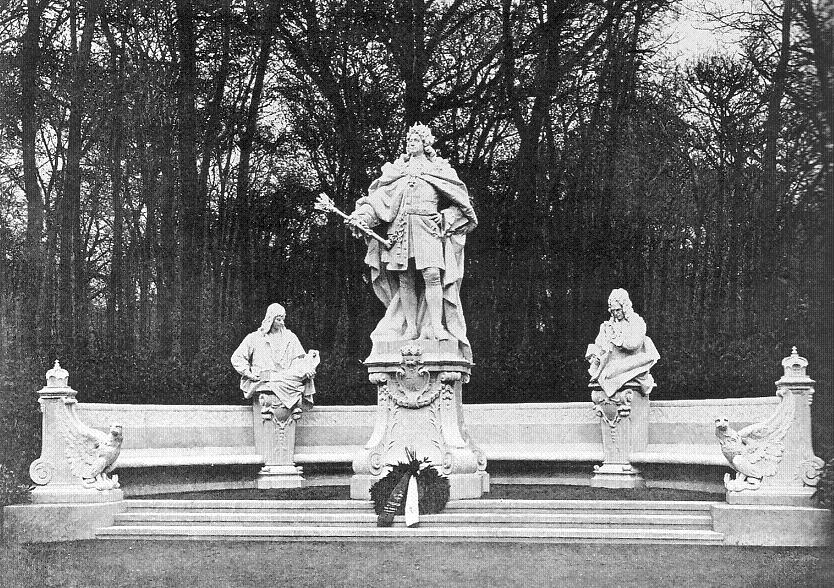
Monument de Frédéric Ier au Tiergarten, allée de la Victoire, par Gustav Eberlein.

- Louise de Prusse (1680-1705), en 1700, elle épouse Frédéric Ier, landgrave de Hesse-Cassel (1676-1751) et futur Roi de Suède (1720-1751).

Veuf, Frédéric Ier de Prusse épouse en 1684 Sophie-Charlotte de Hanovre (1668-1705), fille du futur électeur Ernest-Auguste de Hanovre et de Sophie de Palatinat, mais également cousine et filleule de la duchesse d’Orléans. Deux enfants sont nés de cette union :
- Frédéric-Auguste (né dans la nuit du 25 au 26 septembre 1685, baptisé le 29[4] et mort en 1686) ;
- Frédéric-Guillaume Ier de Prusse (1688-1740), roi en Prusse (1713-1740) marié en 1706 à Sophie-Dorothée de Hanovre.

De nouveau veuf, Frédéric Ier de Prusse épouse en 1708 Sophie-Louise de Mecklembourg-Schwerin (1685-1735), unique fille et dernier enfant de Frédéric de Mecklembourg-Grabow et de Christine-Wilhelmine de Hesse-Hombourg.